# Nachrichten
Nachrichten (Известия) — общественно-политическая газета на немецком языке, издававшаяся в Автономной области немцев Поволжья и АССР немцев Поволжья. Была печатным органом обкома РКП(б) (затем — ВКП(б)), исполкома областного Совета АО немцев Поволжья, затем — Президиума Центрального исполнительного комитета советов АССР немцев Поволжья (затем — Президиума Верховного Совета АССР немцев Поволжья) Совета Народных Комиссаров АССР Немцев Поволжья, Энгельсского городского комитета ВКП(б) и исполкома Энгельсского городского Совета депутатов трудящихся.
Издание на русском — «Большевик». Газета выходила 3-6 раз в неделю. Тираж в 1918 году составлял 2,5 тыс. экз., в 1919 — 5 тыс. экз., в 1931 — 25 тыс. экз.
Первый номер газеты вышел 6 июня 1918 года в Саратове под названием «Der Kommunist» (Коммунист). В 1919 газета была переименована в Nachrichten и стала печататься в Марксштадте, а в 1922 году редакция переехала в Покровск. В августе 1941 года, в связи с депортацией немцев Поволжья, выпуск газеты был прекращён.
В газете работали известный немецкий писатель и драматург А. А. Закс, а также писатель и поэт Г. Г. Генке. В 1935 году редактором газеты работал впоследствии репрессированный Лоренц Лохтхофен.